# Edith+Eddie
Edith+Eddie ist ein US-amerikanischer Dokumentarfilm aus dem Jahr 2017 von der Filmemacherin Laura Checkoway und produziert von Thomas Lee Wright. An der Entstehung des Films war Cher maßgeblich beteiligt.
Der Film war bei der Oscarverleihung 2018 in der Kategorie „Bester Dokumentar-Kurzfilm“ nominiert.

## Hintergrund
Laut Checkoway sollte der Film ursprünglich eine herzerwärmende Liebesgeschichte über Amerikas ältestes interkulturelles frisch verheiratetes Paar im Alter von 96 und 95 Jahren sein, das, nachdem es zehn Jahre zusammen gewesen war, geheiratet hatte. Die Geschichte nahm jedoch eine Wendung, als das glückliche Paar durch einen Gerichtsbeschluss gewaltsam getrennt wurde, der Edith zwang, mit ihrer Tochter in Florida zu leben.
Als die Sängerin und Entertainerin Cher, die später den Film mitproduzieren sollte, einen Bericht in den Nachrichten über die Notlage des Paares gesehen hatte, war sie sehr bewegt und wollte wissen, wie sie helfen könne. „Ich rief meinen Anwalt an und sagte: ‚Arbeite dich hier rein und arbeite daran‘, denn ich wollte nicht, dass dieses Paar getrennt wird. Sie waren zu fabelhaft, und ich wollte einfach nicht sehen, dass ihnen etwas Schlimmes passiert. Ich  wollte veranlassen, dass ihr Haus nachgerüstet wird, damit sie dort bleiben konnten, was in der Realität einige Reparaturen und ein vollständiges Badezimmer im Erdgeschoss bedeutet hätte. Dann begannen sich die Dinge zu ändern. Plötzlich mussten sie das gesamte Haus renovieren. Es war jetzt in den Hunderttausenden von Dollar. Und dann, während wir Pläne schmiedeten, kam eines Abends [Hills Vormund] mit der Polizei und schleppte sie aus dem Haus.“
Sie trat mit der Familie in Kontakt und beauftragte einen Anwalt, Edith und Rebecca Wright, eine ihrer drei Töchter, zu vertreten, um Ediths Wunsch, in ihrem Haus zu bleiben, zu erfüllen.
„Ich habe für meine Großmütter gesorgt, ich habe für meine Mutter gesorgt. Es ist sehr teuer, und Gott sei Dank kann ich es mir leisten. Aber meine beiden Großmütter sagten zu mir: ‚Steck mich nie in ein Heim.‘ Dann steckte meine Großmutter meinen Großvater in ein Heim; sie ließ es so aussehen, als wäre es Nirvana. Ich ging ihn besuchen, und ich sah all diese Leute, die nur an diesem Ort gelagert wurden. Mein Großvater sagte, als ich dort war, kein einziges Wort. Ich wandte mich ihm zu und sagte: ‚Ich hole dich hier raus. Es ist mir egal, was die anderen sagen.‘ Und das Einzige, was er zu mir sagte in der Zeit, die ich dort verbrachte, war: ‚Spute dich.‘. Ich habe ihn da rausgeholt. Ich würde niemanden in dieses Heim stecken. Ich weiß, dass die Leute nicht das Geld haben, aber die Lagerung unserer Eltern ist einfach nicht richtig.“
Die Produzentin und Regisseurin Checkoway sagte: „[Cher] hat nicht nach Publicity gesucht; das war nur etwas aus der Großherzigkeit dessen, was sie ist. Sie hat sich hinter den Kulissen engagiert, und dann haben sie und ich einen Kontakt aufgebaut und diese Verbindung am Laufen gehalten. Ziemlich bald wurde klar, dass es zwischen Ediths Töchtern Meinungsverschiedenheiten darüber gab, was das Beste für ihre Mutter wäre. Wir wussten nicht, was am Ende buchstäblich dabei herauskam, bis es soweit war. Bevor ich den Film machen wollte, war das Vormundschaftssystem nicht auf meinem Radar, und so erfuhren wir, dass die Rechte von Edith in die Hände von jemandem gelegt wurden, der vom Gericht ernannt wird, der sie aber nicht kennt. Und die Probleme, die sich dabei ergeben, werden im Film gezeigt. Dann begann ich zu recherchieren, und ich konnte nicht verstehen, wie das sein konnte. Viele Zuschauer verlassen den Film und fragen sich: Wie um alles in der Welt konnte das passieren? Sie erfahren, dass dies Senioren im ganzen Land passiert.“ Die Reporterin Judith Graham von der Washington Post präsentierte weitere Details aus der Perspektive der anderen Teilnehmer der Geschichte.

## Veröffentlichung und Auszeichnungen
Der Film war bei der Oscarverleihung 2018 für  den Oscar in der Kategorie „Bester Dokumentar-Kurzfilm“ nominiert.
Edith+Eddie feierte 2017 seine Premiere beim True/False Film Festival und war anschließend 2017 und 2018 auf 34 weiteren Festivals zu sehen. Der Film wurde mehrfach ausgezeichnet, darunter als der Beste Kurzfilm der International Documentary Association. Der Film bekam den Jury-Preis für den besten Dokumentarfilm beim Palm Springs International ShortFest, den Jury-Preis für den besten Dokumentar-Kurzfilm beim Hamptons International Film Festival, und wurde ausgezeichnet als Bester Dokumentar-Kurzfilm beim Nevada City Film Festival, Herausragender Dokumentar-Kurzfilm beim Tallgrass International Film Festival, Bester Dokumentarfilm der „Flickers’ Youth Film“-Jury-Preise beim Rhode Island International Film Festival, und mit dem Publikumspreis für den besten Kurzfilm beim Montclair Film Festival. Der Film war Halbfinalist auf der „Shorts List“ bei den Cinema Eye Honors, und erhielt einen Jury Honorable Mention - Short Doc Award beim Sheffield Doc/Fest.

## Rezeption
Der Film wurde von der Kritik gut angenommen. Lidia Moore vom Vox Magazine sagte, der Film würde „zu Tränen rühren und gleichzeitig eine Flamme im Publikum anzünden“.
Chuck Todd von Meet the Press nannte ihn „einen grandiosen Dokumentarfilm“ und Simon Kilmurry, Exekutivdirektor der International Documentary Association, sagte, dass der Film durch „unvergessliche Hauptdarsteller“ und „sensible Auslösung universeller Wahrheiten“ gekennzeichnet sei. Thomas Grimshaw vom London Short Film Festival nannte ihn „einen der besten beobachtenden Dokumentarfilme des Jahres“.